# Nexler

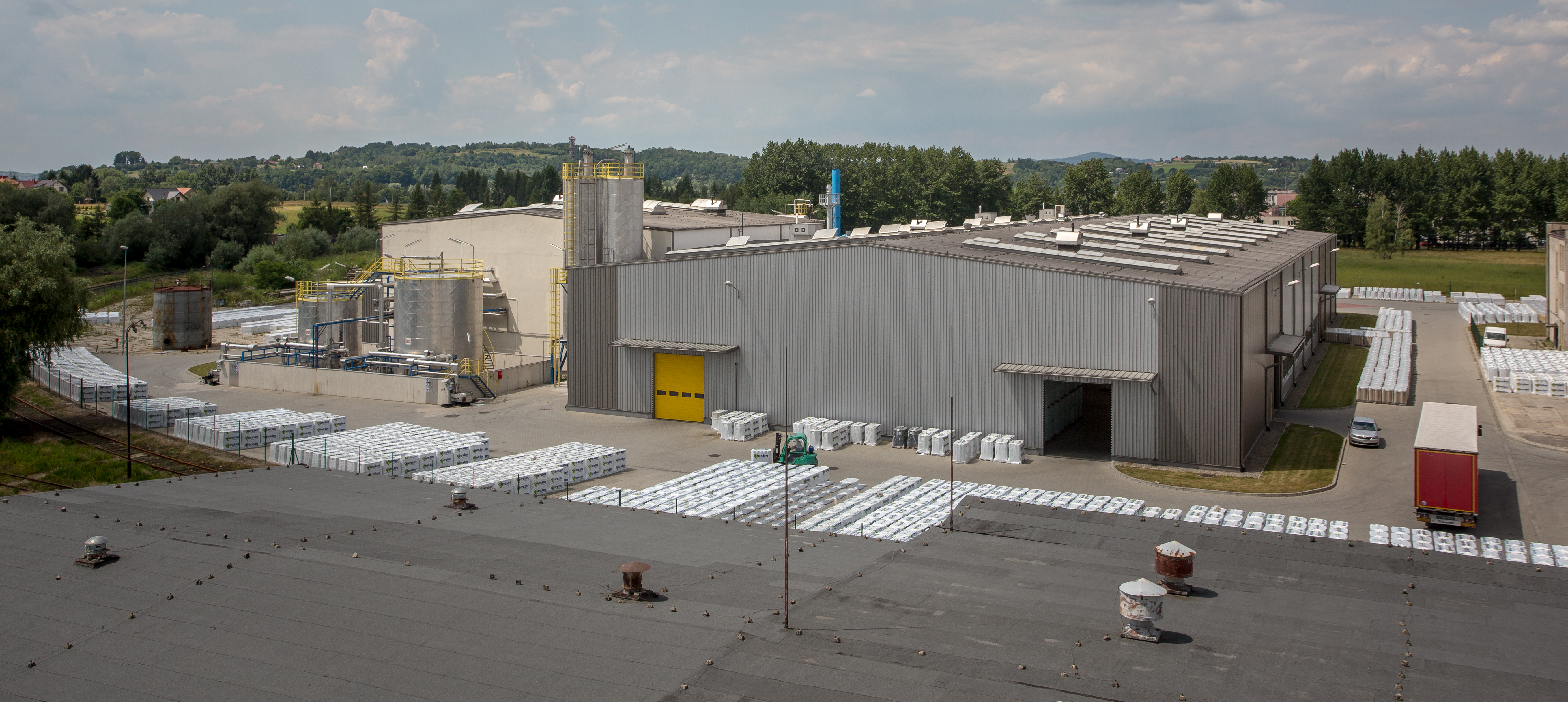
Zakład produkcyjny Izohanu w Jaśle

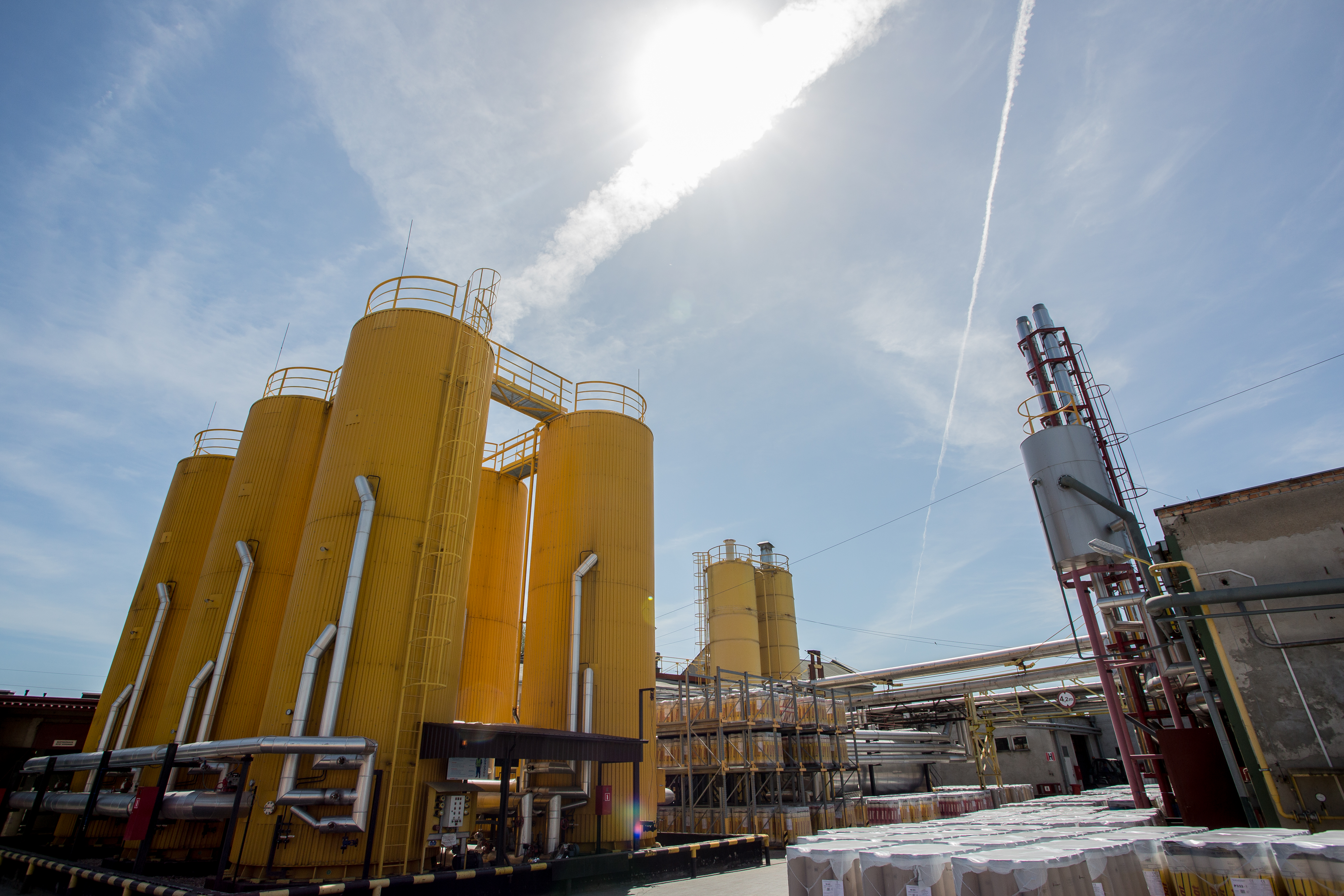
Zakład produkcyjny Izohanu w Gdańsku

NEXLER Sp. z o.o. (dawniej IZOHAN Sp. z o.o.) – polskie przedsiębiorstwo specjalizujące się w produkcji materiałów chemii budowlanej, oferujące kompleksowe rozwiązania w zakresie izolacji przeciwwodnej i przeciwwilgociowej.
Od 2006 roku firma działa w strukturach Grupy Atlas. Została założona w 1989 roku i od tego czasu nieprzerwanie funkcjonuje na rynku materiałów budowlanych. NEXLER posiada zaplecze produkcyjne w postaci czterech fabryk: zakład w Jaśle należący do przejętego od Grupy Lotos NEXLERa, zakład Izolmatu w Gdańsku, zakład Izolexu w Skarszewach oraz czwarty obiekt w pomorskim Pomieczynie.
Dodatkowo prowadzi własne Centra Badawczo-Rozwojowe, wspierające rozwój technologii i innowacji produktowych. 
Produkty NEXLER dostępne są w największych marketach i hurtowniach w Polsce, a sieć dystrybucji obejmuje ponad 20 krajów, w tym Czechy, Słowację, Holandię i Szwecję. 

## Historia firmy
Początki firmy sięgają 1989 roku, kiedy to w gdyńskich Babich Dołach powstało przedsiębiorstwo IZOHAN, początkowo działające jako mała rodzinna firma, specjalizująca się w produkcji materiałów budowlanych dla sektora drogowego. Produkty te wykorzystywane były m.in. przy budowie pasów startowych lotniska w Gdyni. Z czasem oferta została rozszerzona o rozwiązania dla budownictwa przemysłowego, mieszkaniowego oraz deweloperskiego. 
W 2006 roku firma dołączyła do Grupy Atlas, co umożliwiło rozwój technologiczny i organizacyjny dzięki dostępowi do zasobów większego podmiotu. 
W 2010 roku doszło do fuzji z firmą Izolmat – producentem pap bitumicznych z tradycjami sięgającymi 1946 roku. Połączenie to znacząco poszerzyło ofertę IZOHAN w zakresie hydroizolacji dachów. 
Kolejne połączenie firm miało miejsce w 2013 roku – z firmą NEXLER – dzięki której zwiększono moce produkcyjne i rozszerzono portfolio o papy i gonty bitumiczne poprzez istniejący i należący do firmy zakład w Jaśle. W 2017 roku nastąpiło połączenie z firmą Izolex, co pozwoliło na zwiększenie skali produkcji wyrobów masowych dzięki zakładowi w Skarszewach, a w 2020 roku do struktury firmy włączono przedsiębiorstwo Chemiks, specjalizujące się w posadzkach epoksydowych i poliuretanowych. 
W 2022 roku otwarto kolejny nowoczesny zakład w Skarszewach, obejmujący również Centrum Badawczo-Rozwojowe oraz Poligon Szkoleniowy. Inwestycja ta pozwoliła na znaczące zwiększenie zdolności produkcyjnych oraz rozwój innowacyjnych technologii. 
W 2023 roku zakończono kompleksowy proces rebrandingu, w wyniku którego firma zmieniła nazwę z IZOHAN na NEXLER. Transformacja objęła także ujednolicenie portfolio produktowego i modernizację procesów operacyjnych. 

## Działalność i eksport
NEXLER prowadzi działalność eksportową na ponad 20 rynkach, w tym m.in. w Czechach, Słowacji, Estonii i Szwecji. Produkty dostępne są w dużych sieciach handlowych, jak w i w mniejszych marketach i hurtowniach budowlanych.  

## Struktura Nexlera
Centrala firmy znajduje się w Gdyni. NEXLER posiada cztery zakłady produkcyjne, zlokalizowane w Gdańsku, Pomieczynie, Skarszewach oraz Jaśle. Przy zakładach funkcjonują również Centra Badawczo-Rozwojowe, odpowiedzialne za rozwój technologii i innowacje produktowe. 

## Produkty
NEXLER specjalizuje się w produkcji materiałów budowlanych, w szczególności rozwiązań hydroizolacyjnych. Oferta firmy obejmuje m.in. papy zgrzewalne i samoprzylepne, papy wierzchniego krycia i papy podkładowe, gonty bitumiczne, bitumiczne hydroizolacje wodne i rozpuszczalnikowe oraz grunty bitumiczne, grunty i posadzki epoksydowe, kleje i uszczelniacze, impregnaty, hydroizolacje mineralno-polimerowe oraz piany poliuretanowe. 
Firma była pierwszym producentem w Polsce, który wdrożył technologię drobnocząsteczkową, stosowaną m.in. w produktach z serii BITFLEX. 
W ofercie znajdują się także papy o właściwościach oczyszczających powietrze, wykorzystujące technologię NOx Cut, opartą na fotokatalitycznej nanopowłoce III generacji przekształcającej tlenki azotu w nieszkodliwe azotany. 

### Flagowe produkty NEXLER
- Masy hydroizolacyjne: BITFLEX 1KP, BITFLEX 2K
- Grunty: BITFLEX Primer, Penetrator G7
- Masy renowacyjno-konserwacyjne: Reno Bit
- Szpachla dekarska: Fix Bit, Arbolex Aqua Stop
- Kleje i uszczelniacze: Connect
- Papy zgrzewalne wierzchniego krycia: PREMIUM PYE PV250 S56H, NOx Cut PYE PV250 S56H, TOP S42 SP
- Papy podkładowe: PREMIUM PYE PV250 S48
- Papy specjalne: Most+, Parking+, Fundament, Optimax PV, Stick
- Gonty bitumiczne 800 mm i 1000 mm

## Technologia i innowacje
NEXLER prowadzi działania badawczo-rozwojowe w zakresie nowoczesnych technologii hydroizolacyjnych. Jako pierwsza w Polsce wdrożyła technologię drobnocząsteczkową, wykorzystywaną w produktach z serii BITFLEX. Dzięki znacznie mniejszym cząsteczkom niż w tradycyjnych wyrobach bitumicznych, rozwiązanie to umożliwia skuteczniejsze wypełnianie mikroporów w podłożu, zapewniając lepszą ochronę przed wilgocią. 
W 2024 roku firma wprowadziła do oferty technologię NOx Cut, opartą na działaniu fotokatalitycznych nanopowłok, które przyczyniają się do redukcji zanieczyszczenia powietrza poprzez neutralizację tlenków azotu. 
NEXLER rozwija rozwiązania zgodne z ideą zrównoważonego budownictwa, systematycznie poszerzając ofertę o wyroby przyjazne dla ludzi i środowiska. 